# 马戈迪·基德尔
玛格丽特·露丝·“马戈迪”·基德（英語：Margaret Ruth "Margot" Kidder，1948年10月17日—2018年5月13日）是一位加拿大裔美国人演员和活动家。她成名于1978年在超人系列电影中饰演露易絲·莱恩（Lois Lane）。

## 演出作品
- 《超人》

## 外部鏈結
- 官方网站
- 马戈迪·基德尔在互联网电影资料库（IMDb）上的資料（英文）
- 互联网外百老汇数据库（IOBDB）上马戈迪·基德尔的資料（英文）